# Isak From
Lars Isak Anders From, född 16 juni 1967 i Hörnefors församling i Västerbottens län, är en svensk politiker (socialdemokrat). Han är ordinarie riksdagsledamot sedan 2010, invald för Västerbottens läns valkrets.
From är uppväxt och boende i Norsjö. Sedan 1995 politiskt aktiv och förtroendevald i Norsjökommun och under åren 2006–2010 landstingspolitiker för Socialdemokraterna i Västerbotten. Han är engagerad i regionalpolitik, klimat, miljö och areella näringar, jakt och fiskefrågor.[källa behövs]
Som nytillträdd riksdagsledamot blev From ledamot i kulturutskottet och suppleant i utbildningsutskottet. Från 2014 är han ledamot i miljö- och jordbruksutskottet och suppleant i näringsutskottet.